# Vasconización tardía
La vasconización tardía es un conjunto de hipótesis en las que se expone que los vascones ocuparon la actual comunidad autónoma del País Vasco y otras áreas cercanas en la antigüedad tardía o al principio de la Edad Media.
Varios autores (Sayas, Azkarate, Cepeda) creen que esta hipótesis, pese a su carácter polémico, merece volver a ser discutida hoy en día, a la luz de los recientes descubrimientos arqueológicos que parecen indicar una expansión francoaquitana sobre el territorio de la actual comunidad autónoma del País Vasco.
Existen hipótesis que sitúan al pueblo vasco desde la prehistoria en esos territorios, englobando como vascas a las diferentes tribus (vascones, várdulos y caristios, llegando algunos autores a incluir autrigones e incluso berones) que los ocupaban en tiempos prerromanos, mientras que otros, basándose principalmente en todos los restos arqueológicos hallados, consideran que estas tribus que habitaban los actuales territorios de la comunidad autónoma del País Vasco (los citados autrigones, caristios, várdulos y berones) eran de origen indoeuropeo.

## Contexto histórico de la comunidad autónoma del País Vasco antes de la romanización

### Tribus prerromanas
Según los historiadores clásicos Estrabón, Plinio el Viejo, Pomponio Mela, Floro, Silio Itálico o Claudio Ptolomeo, la depresión vasca estaba ocupada por varias tribus cuyo idioma y filiación son desconocidos. Su distribución territorial varía de una crónica a otra. De acuerdo con la de Ptolomeo, la más completa y más reciente, la situación fue la siguiente:
- Berones, de filiación celta o celtíbera y establecidos entre La Rioja, Álava y Navarra.
- Autrigones, establecidos entre el río Asón y el río Nervión y de filiación discutida, pero probablemente indoeuropea.
- Caristios, establecidos entre el río Nervión y el río Deva en la actual Vizcaya y de filiación discutida.
- Várdulos, que ocupaban la actual Guipúzcoa a excepción del valle del Deva y del Bidasoa y de filiación discutida.

Algunos autores defienden que várdulos, caristios y autrigones eran de filiación vascona, mientras otros opinan que eran de filiación indoeuropea o celta.

..los Bárdulos, Caristios y Autrigones en el País Vasco, gentes igualmente de habla y cultura celtas. Sólo al Este de Leizarán, casi en la frontera entre Guipúzcoa y Navarra, se extenderían los Vascones,..

.. los habitantes del País Vasco, Autrigones, Caristios, Várdulos más los Berones de la Rioja, gentes entre las que se encontraban algunas poblaciones que Estrabón consideró las más primitivas de Hispania. Estas gentes forman parte de los pueblos de cultura céltica, aunque todos ellos se diferencian de los celtíberos, pues su origen es claramente anterior...

### Evidencias arqueológicas

#### Época prerromana
Las fuentes documentales clásicas son muy vagas en lo que respecta a la cultura de los habitantes prerromanos de la actual comunidad autónoma del País Vasco. En este sentido, aportan más información los yacimientos arqueológicos. Según Luis Valdés, hasta los años 80, la historiografía local trataba de compaginar la fuerte presencia indoeuropea en Vizcaya y Guipúzcoa durante la Edad del Hierro con la preexistencia de vascos preindoeuropeos suponiendo una coexistencia de ambas poblaciones: una autóctona, más antigua, que viviría refugiada en cuevas manteniendo su lengua (el vascuence o euskera) y tradiciones; y otra alóctona, formada por invasores o colonizadores indoeuropeos-celtas que ocuparon toda la región construyendo numerosos castros fortificados solo para defenderse en caso de peligro y no como poblaciones estables. Sin embargo, Valdés concluye que, hoy en día, dados los vestigios arqueológicos encontrados, no se puede sostener dicha dualidad. Vizcaya o Guipúzcoa presentarían los mismos avatares y características que Álava o el resto del norte de Hispania en época prerromana. 

Reiniciada la investigación en la comarca de Gernika con mayor rigor científico no hubo necesidad de mucho tiempo para demostrar lo erróneo de ese planteamiento y de esa interpretación bipoblacional.

El oppidum de Marueleza se convirtió en la confirmación de que, en lo cultural y en lo arquitectónico, la situación cultural es paralela a la conocida en cualquiera de las regiones geográficas periféricas del País Vasco, con las mismas diferencias y peculiaridades internas que pueda hallarse en ellas.

Para el arqueólogo Xavier Peñalver, el valle del río Leizarán fue, en la Edad del Hierro, una frontera entre dos culturas diferentes, una vascona hacia el este, que se manifiesta por la abundancia de cromlechs, y otra várdula hacia el oeste, donde predominan los castros y hay ausencia de cromlechs. Constata que esa frontera es también una frontera dialectal del vascuence. La también arqueóloga Mercedes Urteaga opina que esa frontera separaba a los pueblos vascones de los célticos, cantábricos o celtibéricos. En cambio, los datos lingüísticos presentan un panorama diferente. Los actuales dialectos mencionados son muy cercanos lingüísticamente, no habiendo ninguna dificultad de comunicación entre sus hablantes. La diferenciación dialectal que hoy conocemos con toda probabilidad es muy diferente a la que se pudiera dar en La Edad del Hierro y no indica en ningún caso diferenciación étnica. Por otro lado, el registro arqueológico en las zonas mencionadas no indica frontera, sino muy al contrario un escenario de colaboración y reparto de pastos de verano con ritos compartidos.

Contando con los datos obtenidos en las investigaciones arqueológicas de los últimos años sobre la Edad del Hierro en el área que se analiza, se plantea que el territorio guipuzcoano era un espacio en el que convergían tres ámbitos culturales: el mundo aquitano que se asomaba al Bidasoa; el vascón que ocuparía el sector oriental y alcanzaría el Leizarán, y el céltico, cantábrico o celtibérico, extendiéndose por los zonas central, occidental y meridional.

.

#### Las necrópolis tardoantiguas de influencia norpirenaica
Recientemente se han encontrado varios yacimientos arqueológicos que se considera son necrópolis tardoantiguas de influencia norpirenaica. El Dr Agustín Azcarate de la UPV, considera que estas necrópolis son una prueba de un importante acontecimiento histórico de los siglos siguientes a la desaparición del imperio romano que hasta ahora ha pasado desapercibido, y termina prudentemente su artículo La arqueología y los intereses historiográficos. (De los postulados vascocantabristas a las necrópolis tardoantiguas de influencia norpirenaica) del año 2003 con el siguiente comentario: 

Para que no se nos malinterprete en el futuro, queremos manifestar que no nos atrevemos, todavía, a defender ninguna propuesta específica. Es mucho todavía lo que nos queda por aprender e investigar, Para dar conclusión a este pequeño trabajo, me referiré sin embargo a dos viejas hipótesis: 1ª. A aquella que defendía que durante los siglos tardoantiguos se produjo una vasconización  de los actuales territorios vascongados y que, a juzgar por los datos, no procederían de Navarra) como defendieron diversos autores entre los que desatacó Cl Sánchez Albornoz), sino del alto Garona como ya propusieron lingüistas como U. Scholl y J. Untermann. Esta hipótesis  sería más factible, desde luego, referida a los territorios occidentales que a los orientales, 2ª. Aquella otra que proponía que durante estos siglos se produjo no una euskerización sino un reforzamiento de un sustrato lingüístico preexistente en situación de retroceso respecto a otros idiomas, como apuntarían algunos descubrimientos como Lerga y parecen defender lingüistas como L. Michelena o J. Gorrochategui.

Bien la primera situación, bien la segunda, debieron darse (en el caso que se hubieran dado) como consecuencia de un fenómeno histórico de hondas repercusiones que había pasado totalmente desapercibido a todos y cuyo testimonio más claro está constituido por las necrópolis descubiertas en los últimos años. De esta relación causa-efecto sí nos sentimos algo más seguros,  Y no es poco.

### Evidencias onomásticas
El reconocido filólogo vasco Joaquín Gorrochategui expuso recientemente las bases onomásticas de esta teoría; es de esta manera que se reconocen para determinados topónimos várdulos, autrigones y caristios un origen celta o cuando menos indoeuropeo (Deobriga, Segisamonculum, Uxama Barca, Segontia Paramica, Tritium Tuboricum, Veleia, Suestatium, Tullica...), a los que además se les debe añadir el actual río Deva. Igualmente un repaso sobre la onomástica personal prerromana del actual País Vasco aporta un claro indoeuropeismo de los antropónimos y teónimos meridionales, siendo para Gorrochategui menos claro el origen lingüístico de los septentrionales a causa de su escaso número y dificultad interpretativa (Avandus, [Co]ema, Quno, Ivilia); de esta manera, no es problemática la atribución a una capa indoeuropea nombres meridionales como Ambatus, Ablonius, Boutia, Elauus, Plendius, Segontius, Turaesamus, etc.; antropónimos que además tienen una cierta relación con los antropónimos de las regiones lusitana y vetona.
Fue toda esta abundancia de onomástica indoeuropea en territorio vasco en contraste con la Navarra vascona la que facilitó por parte de algunos autores el considerar gran parte de la Euskadi actual como celta o indoeuropea:

De todas formas, hasta recientemente, si uno estudiaba la antigua documentación (ver Hubner 1986, CIL, vol. II), tal como hizo Gómez Moreno (1949[1925]), se podía observar la completa falta de testimonios onomásticos vascos en el territorio vasco en la antigüedad. De esta (falta de) evidencia, algunos concluyeron que la lengua vasca data en esa zona solo desde la Edad Media tanto al norte de los Pirineos como en la zona vascófona occidental. Esta idea fue desarrollada por Gómez Moreno y defendida por el medievalista español Sánchez Albornoz (1984). Realmente, los topónimos que conocemos por los antiguos autores no son fáciles de interpretar como vascos.
traducido desde Basque and its neighbours in antiquity

En cuanto a los tres pueblos, várdulos (del Bidasoa al Deva), caristios (del Deva al Nervión) y autrigones (del Nervión al Asón y también hacia el sur alavés), no existe razón alguna para considerarlos vascones. Estos sólo llegaban hasta el Bidasoa. Los datos que hay prueban que se trata de tribus indoeuropeas. M.L. Albertos, Altuna, Basabe, Vallespí y Apellániz los ofrecen tanto onomásticos como estrictamente históricos de fuentes romanas.
Los vascos en la historia de España, de José Antonio Vaca de Osma

## Autores que proponen una vasconización tardía de la comunidad autónoma del País Vasco

### Arnaud Oihenart (1592 - 1667)
En el siglo XVII, Arnaud Oihenart propuso en su Noticia de las dos Vasconias, la Ibérica y Aquitana que la Vasconia primitiva ocupaba, además de la actual comunidad Foral de Navarra, tierras más allá del Ebro hasta Calahorra y Gracurri (cerca de Alfaro), el antiguo condado de Aragón y, hacia el oeste, hasta Fuenterrabía. Y una vez extinguido el linaje de los autrigones, caristios y várdulos (quienes eventualmente habrían hablado euskera según este autor, a pesar de que sus topónimos, antropónimos, restos arqueológicos y los escasos escritos son indoeuropeos), los vascones habrían ocupado los solares de sus hermanos en tiempos de los godos Esta hipótesis es llamada vasconización tardoantigua por Koldo Larrañaga.

### Adolf Schulten (1870 - 1960)
En el primer tercio del siglo XX, Adolf Schulten plantea que los vascones ocuparon inicialmente tan solo la parte sur de la actual comunidad Foral de Navarra, expandiéndose primero hacia Oyarzun y la costa antes del año 50 a. C., ocupando así toda la actual comunidad Foral de Navarra. Después de la época de Ptolomeo y antes de la fundación de Vitoriacum  (entre los años 150 y 580) se expandieron sobre los territorios poblados por várdulos, caristios y autrigones, la actual comunidad autónoma del País Vasco. Considera probable que esta conquista política fuera precedida por una conquista lingüística.

### Manuel Gómez-Moreno (1870 - 1970)
Tras investigar sobre la onomástica antigua de la región y sobre relatos ofrecidos por antiguas crónicas Manuel Gómez-Moreno concluyó que:

Las modernas provincias vascongadas, con el distrito de Estella en Navarra, no varían de sus colindantes occidentales por el aspecto de las estelas votivas y funerarias, símbolos, nombres, etc. Sobre todo la nomenclatura personal admite comparaciones de valor definitivo, probatorias de que allí vivían gentes de raza cantabro-astur, sin el más leve rasgo de vasquismo perceptible. Es, por consiguiente, seguro que tan solo después de la época romana sobrevino un corrimiento de vascones allá, como también para Gascuña, hechos documentados muy bien por las crónicas francas y godas en los siglos VI y VII.
Sobre los iberos y su lengua; en Homenaje a Menéndez Pidal, III (1925), pp. 475-499

Las crónicas referidas son las de Gregorio de Tours sobre la depredación de los vascones sobre Aquitania, mientras que las crónicas godas hacen mención únicamente a la acción devastadora de las bagaudas en el Alto Ebro.

### Ulrich Schmoll
Propuso en 1959 una invasión medieval aquitana, la cual sería la responsable de que se hablase vasco en la comunidad autónoma de Euskadi y la comunidad Foral de Navarra. [cita requerida]

### Claudio Sánchez Albornoz (1893 - 1984)
Claudio Sánchez Albornoz opinaba que los vascones habían invadido después de la caída de Roma y durante un periodo oscuro las tierras de los várdulos y caristios, empujándolos hacia Castilla y provocando:
- El corrimiento de parte de estas tribus hacia Castilla
- Diferencias etnológicas entre vascos y navarros[12]
- Diferencias dialectales en el vasco creadas a partir de antiguos límites tribales (efecto de substrato)
- La vasquización (pero no euskaldunización) de aquellas que permanecieron en sus tierras

Al entrar en Euzcadi empujaron hacia Castilla a una parte de los várdulos y caristios; algunos se acogieron a los montes –los moradores de Tulonio, ciudad de la llanada de Alava, se refugiaron en la sierra a que dieron nombre– y los que permanecieron en sus antiguas sedes fueron inundados de vasquismo. Como cada tribu hispana al aceptar el latín creó su propio dialecto romance –donde esos dialectos se han conservado hasta hoy, como ocurre en el norte de España, las fronteras dialectales marcan las lindes de las viejas tribus primitivas–, así las tribus vascongadas a partir del siglo V crearon asimismo sus propios dialectos del vasco, también conservados hasta nuestros días

### Stanley G. Payne (1934-)
El hispanista e historiador Stanley G. Payne opinaba en 1974 que al desmoronarse el imperio romano, los vascos se expandieron por tierras de caristios y várdulos, perdiendo estos su identidad:

Al sur de los Pirineos, al principio de la época romana, la población vasca estaba limitada a la zona de la actual provincia de Navarra, las zonas orientales de Guipúzcoa, Logroño y quizás Álava, el extremo noroeste de Aragón. Vizcaya, el norte de Álava y la mayor parte de Guipúzcoa las habitaban tribus de caristios y várdulos, cuya relación con los vascos es incierta. Se ha conjeturado que estos últimos eran, en realidad, un grupo vasco independiente, separado del sector principal de tribus. Con la quiebra del orden que se produjo a finales el imperio romano, la población vasca parece que se expandió hacia el Oeste y también hacia el Norte, saliendo de los Pirineos para ocupar una zona mayor de lo que más tarde sería el suroeste de Francia. Esto creó un dominio vasco transpirenaíco, más tarde conocido por los franceses como Gascuña (de gascón o vascón, los términos del romance vernáculo primitivo para designar a los vascos). En el Oeste, caristios y várdulos perdieron al final su identidad absorbidos por la expansión de la población vasca
El nacionalismo vasco. De sus orígenes a la ETA. (1974) ISBN 84-7235-196-3

### José Antonio Vaca de Osma (1921 - 2012)
En su libro Los vascos en la historia de España, publicado por RIALP el año 1995, José Antonio Vaca de Osma opina que hubo dos vasconizaciones de los territorios de várdulos y caristios. Una entre los siglos V y VII, y otra en tiempos de Sancho el Mayor.

Las invasiones vasconas habían llegado por el sur hasta el Ebro, y por el oeste presionaron a várdulos y caristios hacia la llanada de Álava y hacia las sierras de Cantabria y Toloño, en la zona riojano alavesa. La vasconización de Álava, Guipúzcoa y Vizcaya se produce en dos etapas, como hemos visto. La primera entre los siglos V y VII, bajo la presión de los bárbaros, y la segunda entre los siglos X y XI, al extender sus dominios el rey Sancho el Mayor.
Los vascos en la historia de España disponible parcialmente en google books

Opina que hay muestras de una expansión vascona sobre Aquitania hacia el siglo V a. C. y que los vascones se expandieron posteriormente por la misma ayudados por los romanos.

La presión indoeuropea había reducido notablemente el área de los vascos desde el año 1000 a. C. hasta la época en la que Roma, su amiga y aliada, les ayudaría a recuperar el terreno perdido, a extenderse hacia Guipúzcoa, Vizcaya y Aquitania desde el núcleo inicial del Saltus Vasconum, auténtica reserva del vasco primitivo y de su lengua ancestral, emparentada con las demás que se hablaban en la Península antes de las invasiones célticas.
Los vascos en la historia de España

### Martín Almagro Gorbea (1946 -)
Este historiador Martín Almagro Gorbea, en su artículo  Etnogénesis del País Vasco: de los antiguos mitos a la investigación actual, opina que los vascones debieron extenderse hacia lo que es actualmente la comunidad autónoma del País Vasco en los inicios de la Edad Media, hasta entonces ocupada por várdulos, caristios y autrigones de estirpe indoeuropea:

Con el vaso campaniforme llegarían conjuntamente [al País Vasco], por formar parte de su sistema cultural, el rito del enterramiento individual, un claro predominio guerrero y masculino, probablemente asociado al antepasado como héroe fundador del grupo humano, y creencias solares cuya continuidad hasta el Bronce Final documentan los cuencos de la peña de Axtroki, en Bolívar, Guipúzcoa, así como, con alta probabilidad, una lengua indoeuropea, extendida hasta los límites del Atlántico, que se refleja en la hidronimia de los ríos principales, el Deva, el Nervión, el Cadagua o el Plencia, y en orónimos como Cantabria. [...] De estos pueblos, várdulos, caristios, autrigones y berones son de clara estirpe indoeuropea, como indican los nombres de sus poblaciones y sus antropónimos y como confirma su etnogénesis, sus crencias y su organización social, mientras que vascones y aquitanos serían poblaciones de estirpe éuscara.
Etnogénesis del País Vasco: de los antiguos mitos a la investigación actual (Munibe, 57 - 2005)

Este mismo autor ha sido muy crítico hacia las posturas contrarias a la vasconización actualmente imperantes en vascología:

En consecuencia, considerar a los vascones como indígenas y a los otros como «invasores», solo responde a un mito anacrónico, pues está contra todas las evidencias, ya que, en todo caso, tal como indican la hidronimia más antigua y el substrato cultural, son las poblaciones indoeuropeas las que parecen ser más antiguas en el País Vasco, según los datos actualmente disponibles. [...] En consecuencia, debe revisarse el mito de la supuesta «personalidad» de la Prehistoria del País Vasco y su origen ancestral, idea caduca que se mantiene desde hace tantos años a pesar de estar en contradicción con los avances en todos los campos de estudio. Pero no se puede construir una Prehistoria actual con tesis «míticas» que van contra todas las evidencias científicas. Si se ha mantenido dicha postura, ha sido solo por motivos ideológicos de tipo político, como evidencia un somero análisis historiográfico.
Etnogénesis del País Vasco: de los antiguos mitos a la investigación actual (Munibe, 57 - 2005)

En 2014, durante la presentación de las obras colectivas Protohistoria de la península ibérica: del Neolítico a la romanización y Los cazadores-recolectores del Pleistoceno al Holoceno en Iberia y el estrecho de Gibraltar, fruto de la colaboración de los principales especialistas contemporáneos en Prehistoria y Protohistoria hispanas, este autor se reafirmó en esta tesis:

También se hace referencia a lo que califica de «mito del País Vasco», al asegurar que los pobladores antiguos de esa región eran celtas y los llamados vascones no llegaron a la zona hasta la alta Edad Media.
Martín Almagro: España es un microcontinente con mucha variedad climática (ABC, 02-09-2014)

### Francisco Villar Liébana (1942 -)
Basándose en el registro toponímico, Francisco Villar Liébana, experto en lenguas indoeuropeas prioriza la existencia anterior de lenguas indoeuropeas sobre las no indoeuropeas en gran parte de la zona actualmente euskaldun o vascófona:

La secuencia de hechos históricos que mejor se compadece a la vez con los datos antroponímicos y toponímicos es la siguiente: El primer estrato etnicolingüístico asentado en la zona [Euskadi Sur] con una densidad suficiente como para crear una tupida red de topónimos y posibilitar su transmisión a los estratos subsiguientes fue de filiación indoeuropea. Cronológicamente le siguió el estrato celta, sobre todo en la parte occidental del territorio. El estrato ibérico, más superficial por contener bastante antroponimia pero muy escasa toponimia, es más reciente que el celta. Probablemente su presencia en Navarra y el Alto Aragón se debe a una extensión relativamente tardía de la cultura ibérica desde las costas mediterráneas hacia el Oeste. Los dos estratos restantes, euskera y galo, se dan en cuantía pequeña y con signos toponímicos de ser muy recientes (Pompaelo, de época romana). Uno y otro son resultado de una infiltración reciente de gentes procedentes del Norte hacia este lado de los Pirineos: aquitanos y galos. Es posible que esa filtración se prolongara a lo largo de los primeros siglos del Imperio. Pero, romanizados los galos, si continuaron penetrando hacia el Sur resultarán ya indistinguibles del fondo romano general. En cambio los aquitanos, que conservaron su lengua, continuaron acrecentando su presencia visible al sur de los Pirineos. Y es acaso hacia los siglos VI-VII d. C. cuando se produjo una avalancha mayor, como parecen indicar ciertos indicios arqueológicos, concretamente los broches de cinturón de tipo aquitano.

Indoeuropeos y euskaldunes en el País Vasco y Navarra. Genes, lenguas y topónimos; en Vascos, celtas e indoeuropeos. Genes y lenguas (2005)

### Héctor Iglesias
Basándose en el origen de los dialectos vascos este vascólogo del País Vasco francés explica el porqué y el cómo de la vasquización lingüística de las provincias de Álava, Vizcaya y Guipúzcoa en su estudio de 2011, «Sur l'origine présumée du fractionnement dialectal de la langue basque».

### Jon Juaristi (1951 -)
El filólogo y profesor Jon Juaristi en su libro la Historia mínima del País Vasco, tras exponer y analizar el marco geográfico y arqueológico, desmonta mitos y teorías sobre el origen de la "etnia vasca", buena parte de estas teorías creadas por José Miguel de Barandiarán, que databa su origen en el Neolítico, entre los años 5000 y 2500 a. C. u otras teorías "bíblicas" de la torre de babel de Andrés de Poza.
Explica el proceso de romanización y rebate el proceso de introducción del euskera en la actual comunidad del País Vasco, a contracorriente con la ideología política dominante hoy día en el País Vasco.

### Javier Velaza Frías (1963 -)
Según el filólogo Javier Velaza Frías, tras analizar los antropónimos de la zona várdula y caristia, estos no dan indicios para asumir la presencia de vascoparlantes, pero en cambio sí que ofrecen indicios de una presencia de gentes indoeuropeas:

En territorio várdulo y caristio no han aparecido inscripciones en signario epicórico y las inscripciones romanas que conocemos, datables en su totalidad entre mediados del s. I dC y el s. II dC, sólo nos documentan elementos onomásticos incuestionablemente indoeuropeos. La época de la vasconización de ese territorio parece, pues, posterior al s. III22, pero para determinarla habrá de recurrirse a otro tipo de evidencias –como las toponímicas, mucho más arriesgadas a mi modo de ver– o habrá que esperar nuevos y más elocuentes hallazgos.

"El vasco antiguo y las lenguas vecinas según la epigrafía", en Igartua (ed.): Euskara eta inguruko hizkuntzak historian zehar, Gobierno Vasco, 2012, pp. 75-84

## Autores en desacuerdo con la hipótesis

### Arturo Campión (1854 - 1937)
El  escritor, lingüista y político navarro Arturo Campión escribió una serie de artículos en los que se intentaba recopilar el origen étnico de los vascos, entre los que incluyó el estudio toponímico de la región várdula, la cual considaba como una región con mezcla de gentes no indoeuropeas e indoeuropeas que convivieron durante una época anterior a la romanización:

Considerados en conjunto los nombres bárdulos no producen la convicción de que esa gente fuese de raza baska pura. Al parecer, una tribu o estirpe baskónica, que acaso tomó o recibió el nombre de Bárdulos, desde la raíz septentrional del Pirineo se extendió por la costa gipuzkoana, e internándose, al hilo del Oria y del Urcola, llegó al pie de las sierras de San Adrián y Aranzazu, las trasmontó y se difundió por la meseta alabesa, confinando con los Baskones propios, hasta aproximarse al Ebro, bajo el nombre de Bardyetes y Bardyalos, de no ser dichos nombres imputables a una confusión de los geógrafos. Más tarde, la oleada céltica, cuya punta de arranque sería la región cántabro-astur-galaica, les disputó la costa, los valles y la meseta, logrando arraigar en ésta y el valle del Ebro, algo acaso en aquélla y nada, probablemente en los valles interiores gipuzkoanos. Sea que los primeros y segundos ocupantes se mezclasen étnicamente o se confederasen políticamente, el nombre euskaro pudo designar a una población celto-ibérica cuyos grados de mestizaje serían diversos, según las circunstancias de lugar y del acontecimiento histórico determinante.
Celtas, Iberos y Euskaros, en Boletín de la Comisión de Monumentos Históricos y Artísticos de Navarra (1910)

### Julio Caro Baroja (1914 - 1995)
Julio Caro Baroja adujo la distribución geográfica de los diferentes dialectos vascos para demostrar la continuidad temporal del vasco en la actual comunidad autónoma del País Vasco:

Quien observe los resultados de la investigación en el campo estricto de la geografía histórica y los compare con los reunidos en el capítulo anterior, no podrá dejar de asombrarse al notar los hechos que siguen:
- 1. Los límites del vasco en la Edad Media final están encuadrados en el territorio que en la época romana ocupaban los pueblos llamados vascones, várdulos y caristios.
- 2. El límite N. de los vascones coincide con el del dialecto llamado alto-navarro septentrional en su variedad de Guipúzcoa y no con los límites actuales de Navarra.
- 3. El límite del alto-navarro meridional, en 1552, iba por las fronteras de los vascones, asimismo, por su lado SO.
- 4. El límite E. de los caristios coincide con el del dialecto vizcaíno en su variedad guipuzcoana.

Parece lícito suponer, en consecuencia, que en la época romana ya los vascones, várdulos y caristios tendrían sus dialectos propios dentro de un idioma común.
 Materiales para una historia de la lengua vasca en su relación con la latina (1945)

En la actualidad esta prueba no es sostenida más por la filología vasca tras los trabajos de Mitxelena, en los que se concluye que el euskera común anterior a la dialectalización data de los siglos V-VI de nuestra era.

### Koldo Mitxelena (1915 - 1987)
El significado vascólogo Koldo Mitxelena tuvo una postura contraria a la vasconización basándose en lo siguiente:
- el arraigo que siglos después demostraría el euskera en esos territorios, que difícilmente un corrimiento podría explicar.
- la existencia constatada tanto de núcleos de población de habla indoeuropea como éuscara, sin que pueda especificarse la relación entre estas lenguas y comunidades con la documentación existente.
- la dialectología se opondría a un corrimiento de la lengua vasca hacia el oeste, al desplazarse sus isoglosas norte sur.

Puntos que quedan resumidos por el propio autor:

Por eso mismo, será siempre ocioso el interrogar a los autores clásicos sobre la lengua de los várdulos y caristios, por no hablar de la de los autrigones: aunque éstos callen, todo el mundo parece estar de acuerdo en que los vascones, por aquello del nombre y también porque el euskara al fin y al cabo tuvo que hablarse ya entonces en alguna parte, no lejos de aquí, eran vascos de lengua, aunque con razonable seguridad esto no debía ya ser cierto para todos ellos en el siglo I a. C. Por lo que ellos nos dicen, tanto se puede sostener que várdulos y caristios, al menos en la parte norte de su territorio, hablaban la misma lengua que los vascones septentrionales, como que la coincidencia se daba más bien hacia el oeste, con las hablas cántabras sin duda indoeuropeas, ya que a veces los textos parecen olvidarse de su existencia específica al incluirlos, por omisión o comisión, entre los cántabros. Somos bastantes los que pensamos que la primera hipótesis es la que tiene más probabilidad de ser correcta, aunque sólo sea por razones de economía: para pensar que una lengua que luego vemos firmemente implantada en un territorio hasta el día de hoy es ahí advenediza, tiene que haber razones de fuerza excepcional. [...] Se diría con todo que, aquí, nombres de lugar más nombres de persona hacen inevitable la conclusión de que hubo entre nosotros, y más concretamente en zonas alavesas, núcleos de población de lengua indoeuropea, al parecer céltica. Con eso no se ha excluido que esos núcleos convivieran y compitieran con otra población de lengua muy diferente. Sería vana especulación, de cualquier modo, el tratar de precisar, con la escasa documentación de que disponemos, la relación en que se encontraban una y otra comunidad así como sus lenguas respectivas. No será, con todo, impertinente insistir en lo que he llamado el carácter recesivo de la lengua vasca, patente a lo largo de dos milenios, de su retraimiento que es el retraimiento de sus hablantes a manifestarse por escrito. [...] Me permito, con todo, agregar como postdata (in cauda uenenum) que la dialectología vasca, con sus isoglosas que van de norte a sur, no favorece en nada la hipótesis del corrimiento de la lengua hacia el oeste. Que entre los siglos V-VI y el X se haya constituido un dialecto tan diferenciado como el vizcaíno nos obligaría a aceptar un tempo que no es el habitual en tales procesos.
 Sobre la lengua vasca en Álava (1982)

Mitxelena refirió frecuentemente en sus estudios al "violentamiento" del texto de Gregorio Tours y al desconocimiento, por los sustentadores de la vasconización de Aquitania, del antiguo sustrato éuscaro, muy anterior a tal invasión, de la región aquitana:

"Cuando Untermann establece comme allant de soi, como cosa que cae de su peso, que una parte de la Aquitania cesariana tiene una onomástica característica e inconfundible con otras vecinas según el testimonio de inscripciones latinas de época imperial, no hace sino repetir lo que ya había establecido Joshua Whatmough, por ejemplo, en sus Dialects of Ancient Gaul, 1949-1951. El paso siguiente, que ambos y otros han dado, es el de concluir de una área onomástica a una área lingüística. Ya en época romana se advierte sin ambigüedad la existencia de un dominio que sobre todo desde que el medievalista Achille Luchaire puso los puntos sobre las íes no podía ya ser pasado por alto.

Esa realidad es lo que Martinet iba a llamar 'euskarien' y lo que el siglo pasado y parte de éste se decía 'éuskaro' en castellano. Por eso mismo, porque esto es tan patente, constituye una curiosidad de la investigación histórica en torno a lo vasco el hecho de que la totalidad o casi totalidad de los autores hasta tiempos muy recientes, acaso hasta la publicación en 1877 de Les origines linguistiques de l'Aquitaine de Luchaire, se hayan obstinado en considerar la lengua vasca como un hecho exclusivamente cispirenaico que sólo gracias a un corrimiento bastante reciente había llegado a ser también, en alguna medida, francés o galo".
Mitxelena, Koldo: Lengua e historia, Paraninfo, Madrid, 1985

No obstante, Koldo Mitxelena publicó en 1981 un artículo, “Lengua común y dialectos vascos”, donde defendía la tesis de que los dialectos no podían ser muy antiguos, dejando una puerta abierta para las hipótesis favorables a la vasconización tardía, y presentó dos razones para ello:
- El amplísimo número de características comunes a todos los dialectos, lo cual sería improbable si éstos fueran tan antiguos.
- El elevado número de innovaciones comunes a todos los dialectos, hecho difícilmente explicable de ser antiguo el fraccionamiento dialectal.

Por ejemplo, las abundantes palabras provenientes del latín han seguido una evolución similar en todos los dialectos.
Basándose en esas razones, Mitxelena consideró que la fragmentación dialectal se produjo probablemente después del siglo VI.

### Joaquín Gorrochategui Churruca (1953 -)
El filólogo vasco Joaquín Gorrochategui criticó esta hipótesis valiéndose de los siguientes argumentos:
- Uxama Barca (Espejo, Álava), si bien el primer componente significa en celta "superior", Barca podría ser interpretado mediante un derivado del vasco ibar (valle).
- Illuna (o Eluna, en Trespuentes), como antropónimo femenino ofrece cierta semejanza con teónimos aquitanos como Ilunni, los cuales se pueden interpretar mediante el vasco ilhun (oscuro).
- Helasse (en Miñano Mayor) es un teónimo que ofrece cierto aspecto aquitanovasco por la aspirada, la ese geminada y la vocal final.
- Beltesonis (en Andrearriaga, cerca de Oiartzun, la antigua Oiasso vascona), que parece relacionado con el vasco bel- (negro)
- Lutbelscottio, antropónimo que aparece junto a Sintilla en una estela del pueblo fronterizo de San Román de San Millán (Álava)
- Luntbelsar, otro antropónimo que apareció en la misma localidad anterior.
- Getaria (en zona bárdula según la Geographia de Ptolomeo) es un topónimo que ha añadido recientemente, ya que si su etimología fuese el latín CETARIA ('fábrica de salazones de pescado') ofrecería una evolución fonética atribuible al vasco (sonorización de la oclusiva inicial que además queda sin palatalizar, no sonoriza la oclusiva intervocálica, ni crea -ai- secundario desde -ARIA).
- interpretación del término vascongado como vasconizado (supuestamente del latín vasconicatus), cuando realmente vascuence es a vascongado lo que romance a romanzado o latín a latinado.
- existencia de la misma concentración de onomástica éuscara en Navarra como en las provincias del oeste, por lo tanto el desplazamiento este-oeste tendría el mismo sentido que uno oeste-este.

Gorrochategui a su vez consideraba esta hipótesis del corrimiento vascón como la del origen aquitano, fruto de la decepción que el vasco-iberismo sufrió después de que el íbero no fuera descifrado por Manuel Gómez-Moreno, decepción que habría intentado convertir al euskera de "lengua universal y general de Hispania" a no tener lugar en esta y ser meramente norpirenaica y continental.
En este mismo trabajo (Basque and its neighbors in antiquity) concluyó lo siguiente:

Podemos concluir, por lo tanto, que el euskera-aquitano [basque-aquitanian] fue una lengua hablada en la antigüedad (desde los primeros siglos d.C. hasta el final del Imperio romano) en una vasta área que tuvo los Pirineos como eje y que se extendía desde el oeste al este, desde Vizcaya hasta el Valle de Arán. Al norte la lengua se extendía por el área Aquitana, y al sur llegaba hasta el rio Ebro en Navarra
Basques and its neighbors in antiquity. pag 57. Joaquín Gorrochategui

Y respecto a las otras lenguas habladas en su mismo solar:

En su territorio el euskera-aquitano tenía que competir con otras lenguas. El Galo penetró en Aquitania desde Toulose y desde el área norte de Garona. El celtíbero penetró por el oeste y por el este desde el río Ebro. El íbero entró también en contacto con el euskera extendiéndose desde bajo y medio curso del Ebro
Basques and its neighbors in antiquity, pág. 57. Joaquín Gorrochategui

A su vez este catedrático ha expuesto lo siguiente sobre la base de los topónimos latinos encontrados en el País Vasco:

b) que los hablantes indígenas de esta región eran vascos, lo cual no está comprobado ni por la toponimia ni por la onomástica personal antigua, sino por el tratamiento lingüístico que sufren estos topónimos latinos, que son a la vez incompatibles con el romance y congruentes con el euskara. Que los núcleos latinohablantes hayan mantenido su lengua románica sin interrupción desde la antigüedad hasta el presente o hasta la configuración de un romance propio vasco, que después se haya diluido en el castellano dejando algunos restos, como ha ocurrido con el riojano o el navarro - tal como ha sugerido Maite Echenique-, es muy difícil de probar. A mí no me parece probable. Buena parte del País Vasco pasó a formar parte de la llamada Romania perdida, como el Norte de África, el Norte de los Alpes y Britannia, en el que el latín quedaría reducido a las manifestaciones de la Iglesia.

Su postura en torno a esta teoría en 2006, tal como se desprende de una entrevista mantenida en torno a los entonces cuestionados y hoy considerados falsos descubrimientos de Iruña-Veleia, era la de una consideración respetuosa al contrastar el yacimiento alavés con otros sitos en ciudades de habla vasca "segura":

El primer fenómeno sorprendente es la misma atestiguación de tantos textos escritos en lengua vasca, no porque ello fuera imposible en este territorio y en esa época -como algunos estudiosos piensan con argumentos no carentes de peso-, sino porque constituiría un fenómeno aislado sin paralelos en otras ciudades de habla vasca segura [...]
Los asombrosos hallazgos de Iruña-Veleia, en El Correo Digital 18/11/2006

Más recientemente, el autor ha matizado sus posturas anteriores llegando a admitir la vinculación de várdulos y caristios con sus vecinos del sur:

La situación lingüística del extremo occidental del ámbito vasco-aquitano, en especial el concerniente al territorio de várdulos y caristios, es controvertida. Aunque tradicionalmente el País Vasco ha sido considerado como parte integrante del  ámbito éuscaro, hay argumentos de relieve que apuntan a una vinculación más estrecha con zonas indoeuropeas de la Meseta norte, en especial la mayoría de la toponimia várdula y caristia trasmitida por las fuentes clásicas, así como la antroponimia de Álava y de la merindad de Estella [...]
"Vasco Antiguo: Cuestiones de geografía lingüística". Acta Palaeohispanica X Palaeohispanica 9 (2009)

### Juan Plazaola (1919 - 2005)
El vascólogo, historiador y catedrático Juan Plazaola se expresó de la siguiente manera al respecto:

"Al norte de los Pirineos el hecho de que los Vascones de la montaña hicieran algunas incursiones depredadoras en la Baja Novempopulania en 587 indujo a algunos historiadores, interpretando mal un texto de Gregorio de Tours, a pensar en una invasión en toda regla por la cual los Vascones infrapirenaicos, a partir de esa fecha, se asentaron por primera vez en Aquitania y dieron lugar a que la Novempopulania de Diocleciano se empezara a llamar Wuasconia (Gascogne); teoría hoy insostenible desde la lingüística, pues las inscripciones vasco-aquitanas datan de tiempos remotísimos.

Una expansión semejante han pretendido algunos historiadores (Schulten, Gómez Moreno, Sánchez Albornoz) respecto a la Euskalherria meridional, imaginando (contra la opinión de J. Caro Baroja, Barbero y Vigil, Sayas Abengoechea y otros autores apoyados por los datos de la antropología, la toponimia y la lingüística), una tardía vasconización de Gipuzkoa y Bizkaia, mediante un corrimiento de los Vascones sobre los territorios de los antiguos Várdulos y Caristios.8 Por lo que respecta a esos oscuros siglos, debe quedar claro que en lugar de invasiones debería hablarse de incursiones de los Vascones del Norte contra los Francos, lo mismo que de las luchas de los Vascones del Sur contra los visigodos hispánicos.9 Con todo, el reciente descubrimiento en la Vasconia meridional de varias necrópolis con armas merovingias replantea el problema de la relación política de los reyes sucesores de Clodoveo con la región de Pamplona.10

### Antonio Tovar (1911 - 1985)
El catedrático Antonio Tovar de la Universidad de Salamanca refutaba esta hipótesis tomando como base la dialectología éuscara que ya había apuntado Julio Caro Baroja:

"la dialectología vasca, en la parte donde la lengua se ha conservado, parece ser muy antigua y la distribución geográfica de las tribus corresponde bastante bien con los dialectos: el mapa de Ptolomeo, como señaló hace muchos años J. Caro Baroja, nos señala la coincidencia de las fronteras de los vascones con los dialectos alto-navarros, de los várdulos con el guipuzcoano, de caristios y autrigones con el vizcaíno. Este hecho parece que anula toda posibilidad de que hubiera existido una invasión "vascona" desde el Este, como suponían patrióticamente historiadores navarros cual Oihenart y el P. Moret, y han mantenido después muchos estudiosos, yo creo que sin fundamento, guiados nada más por una interpretación de Vascongados, Provincias Vascongadas como si fueran "vasconizadas" y no euskaldunes originariamente".

### Andrés Mañaricua
El historiador y fundador del Instituto de Estudios Vascos de la Universidad de Deusto refutó también esta hipótesis tomando cono punto de partida la dialectología vasca, la interpretación de la voz vascongado y el pasaje de Gregorio de Tours que consideraban "violentado"

"Vascongado no era el que no siendo vasco fue vasconizado, como muchos pensaban apoyados en una etimología que lo derivaban del latín vasconicatus, y que se ha repetido hasta hoy. Era el hombre de habla vasca: así un navarro vascoparlante era vascongado"
Los vascos y su nombre

"El cronista franco habla de una irrupción de los vascones, a la que siguió una retirada llevándose consigo cautivos y rebaños: "nonnullos abducentes captivos cum pecoribus". No se trata por lo tanto, de una expansión estable. Hace años que Campión apuntó que este texto se interpretaba en forma desorbitada. Modernamente ha insistido en lo mismo P. Narbaitz. Interesa revisar a fondo el problema y recordar a los que ven en esta ocasión el origen del asentamiento de los vascos al norte del Pirineo que ya, en los comienzos de la era cristiana, Estrabon, decía de los aquitanos que se distinguían claramente por su aspecto físico y su lengua de los otros pueblos que habitaban la Galia y se asemejaban más a sus vecinos de la Península Ibérica".
Vizcaya, siglos VIII al IX. Los orígenes del Señorío, Mañaricua, CAPV, Bilbao, 1984

### Henrike Knör
Henrike Knör, catedrático de filología vasca y director del Departamento de Investigación de la Real Academia de la Lengua Vasca, consideró también que la distribución dialectológica era incompatible con la citada hipótesis:

"Resulta asimismo evidente la dirección Norte-Sur, o más exactamente Noroeste-Sureste, de los dialectos, lo que viene a desmentir el pretendido corrimiento hacia el Oeste, argumento esgrimido para explicar el misterioso nombre de vascongado (vuasconicatus?), "vascófono" en su significado tradicional"

### Amalia Embrujo Salgado, E. Ortiz de Urbina y J. Santos
Estos profesores en la Reconstrucción paleogeográfica de autrigones, caristios y várdulos presentada en  Paleoetnología de la Península Ibérica (Universidad Complutense, 1992) consideraban también que tampoco existió desplazamiento alguno basándose en los siguientes argumentos
- no existe constancia implícita ni explícita en las fuentes literarias de semejante corrimiento

- una vez incluidos estos territorios en la praxis político-administrativa romana, difícilmente pudieron producirse modificaciones tan importantes en su ubicación

- inexistencia de datos arqueológicos que corroboren tal desplazamiento.

### Pere Bosch i Gimpera
Este catedrático de Historia Antigua y director de la División de Filosofía y Humanidades de la Unesco consideraba, a diferencia de Sánchez Albornoz, que las diferencias entre las descripciones de Estrabón, Ptolomeo, Plinio y otros geógrafos se debía al "falso conocimiento" que poseían estos del Norte de la península, de topografía demasiado complicada para ser conocida por estos. Y por ello ponía en duda la existencia de cualquier movimiento de estos pueblos y tribus.

### Barbero y Vigil, Juan José Sayas Abengoechea, Koldo Larrañaga y José María Jimeno Jurío
Estos cuatro historiadores son contrarios también a estas hipótesis, tanto por la etimología no corroborada como por la inexistencia de pruebas arqueológicas que atestiguaran tales invasiones.

## Autores que proponen una revisión de la teoría

### Juan José Cepeda
La interpretación de los últimos hallazgos arqueológicos correspondientes a la última fase del Imperio romano y siglos siguientes plantean un nuevo replanteamiento de la teoría:

Ampliamente contestada por autores posteriores, reacios a admitir la posibilidad de tales movimientos migratorios desde el área vascona y más proclives a creer en la existencia de un substrato lingüístico preindoeuropeo de tipo «vascoide», poco afectado por la romanización y responsable de la posterior extensión de los dialectos históricos del euskera en amplias zonas de Álava, Vizcaya y Guipúzcoa, la hipótesis de la vasconización tardía de estos territorios encuentra sin embargo nuevas bases para su discusión en la actualidad. Desde el campo de la filología, autores como J. Untermann y J. Gorrochategui han comprobado el carácter netamente pirenaico de la lengua vasca: los topónimos, nombres de persona y teónimos antiguos que muestran más parecidos con el euskera se encuentran esporádicamente en el territorio de los vascones peninsulares - en su zona centro-septentrional - y con más intensidad en la vertiente septentrional de los Pirineos centrales, en el sur de la llanura aquitana. El solar pirenaico-aquitano parece haber sido, a todas luces, la cuna de la lengua antecesora del vasco actual. Desde la arqueología se ha podido comprobar, por otra parte, que desde el siglo VI existen en el País Vasco peninsular elementos destacados en la cultura material, especialmente en los contextos funerarios de algunas necrópolis estudiadas por A. Azkarate -tales como las de Aldaieta y Alegría de Álava, Malmasín en Vizcaya, Pamplona y Buzaga en Navarra - que relacionan a sus poseedores, a partir del tipo de armamento y los ajuares localizados en las tumbas, con los ambientes norpirenaicos, situados directa o indirectamente en la órbita de la monarquía franca. Esta nueva situación obligaría a replantear los términos del debate sobre la hipotética «vasconización» de los territorios más occidentales, distinguiendo las diferentes fases por las que pudo atravesar y los factores históricos que concurrieron en el proceso.
 La romanización en los valles cantábricos alaveses. El yacimiento arqueológico de Aloria

### Iñaki García Camino
Considera que las evidencias arqueológicas han «obligado a revisar» las hipótesis que presentan una continuidad entre la población protohistórica de la comunidad autónoma del País Vasco y la de la tardoantigüedad, ya que, a la vista de las evidencias arqueológicas, cree que a partir del siglo VI los francos aquitanos se expandieron sobre su territorio.

El hallazgo en Bizkaia de algunas necrópolis y restos funerarios datados entre los siglos VI y VIII ha obligado a revisar determinadas propuestas historiográficas que resaltaban la continuidad en el territorio de formas de vida protohistóricas. La comparación entre la dispersión de los materiales arqueológicos de la tardoantigüedad y la de los del período anterior (siglos I-V d. C.) muestra la ruptura en la forma de explotación del espacio, lo que interpretamos como un síntoma de transformaciones profundas del tejido social.

.....

En definitiva, se observa que entre la Tardoantigüedad y el mundo precedente existe una ruptura de los patrones de asentamientos. Ruptura que no es sino el reflejo de los cambios profundos que experimentó la estructura social, derivados de la recesión demográfica que afectó a toda Europa, pero también de los acontecimientos políticos relacionados con la expansión franca que, a partir del siglo VI, debió afectar al País Vasco, según se desprende de las características del registro arqueológico.

### Agustín Azcárate
Considera que las necrópolis tardoantiguas de influencia franca encontradas en la comunidad autónoma del País Vasco son una prueba de un importante acontecimiento histórico de los siglos siguientes a la desaparición del Imperio romano que hasta ahora ha pasado desapercibido, por lo que, sin definirse por una u otra hipótesis, plantea en 2003 la hipótesis de una vasconización de las Vascongadas procedente del Alto Garona (U. Scholl y J. Untermann).
En esta cita, Azcárate recoge una reflexión de Gorrochategui (1998) en la que resalta la importancia de los hallazgos de Aldaieta:

Que el ámbito del que proceden los testimonios más antiguos del idioma vasco sea bastante coincidente con el de la distribución de las hebillas de tipo aquitano del siglo VII (cotéjense los mapas de J. Gorrochategui y los de E. James) puede parecer una coincidencia sin relación alguna, pero se sospechaba que alcanzaría una importancia extraordinaria a poco que se hilase fino. Algún nexo debía haber entre lo uno y lo otro. Recientemente, Gorrochategui (1998) ha advertido sobre esta cuestión: «Ahora sabemos, gracias a los extraordinarios importantes hallazgos arqueológicos de Aldaieta (Naclares de Gamboa, Álava), de Basauri y de Buzada (en Elorz, Navarra), entre otros, que el País Vasco mantuvo unas relaciones estrechísimas con el mundo franco y en especial con la región aquitana durante los siglos VI y VII. Los historiadores deberán evaluar las consecuencias de estos hallazgos, pero no es descabellado pensar que este aporte cultural y social –quizá también poblacional- septentrional hubiera tenido una gran importancia en la creación de la Euskal Herria que poco más tarde surgirá a la historia». (Gorrochategui 1998)
101

### Juan José Sayas
Asimismo, Azcárate (2003) cita a Sayas (1998) en relación con este tema:

En relación también con todo ello había reflexionado años antes J. J. Sayas (1988) a propósito de la espinosa (e ideologizada) cuestión de la vasconización de la depresión vasca: «Ahora –escribía en 1954 Koldo Mitxelena- se ha llegado a invertir los términos y a hacer del vasco de España un pequeño apéndice cispirenaico de la Aquitania». Se recogían de esta manera las opiniones de U. Scholl, anteriores al hallazgo de la inscripción de Lerga, que hacía del vascuence peninsular un fenómeno de invasión posterior procedente de Aquitania y que es la postura que en la actualidad mantiene J. Utermann, especialista en lenguas prerromanas de la península 25. No iban descaminadas las cosas, aunque tampoco son tan simples como suponía Scholl, sobre todo desde el descubrimiento de Lerga en adelante
101 y ss